# شوماوا
شوماوا (تلفظ چکی: [ˈʃumava] ()) که جنگل بوهم نیز نامیده می‌شود، رشته‌کوهی در اروپای مرکزی است. از نظر جغرافیایی این کوه از استان پلزن و استان بوهمی جنوبی در جمهوری چک تا اتریش و بایرن در آلمان گسترده شده‌است و ارتفاعات کوتاه شدهٔ توده‌کوه بوهم را با پهنای بیشینهٔ ۵۰ کیلومتر شکل داده‌است. این کوه‌ها مرزی طبیعی میان جمهوری چک از یک سو و آلمان و اتریش از سوی دیگر است.

## نام
به دلایل سیاسی، طرف‌های بوهمی و آلمانی نام‌های متفاوتی در زبان خود دارند: در زبان چکی بخش بوهمی را شوماوا و بخش بایرنی را جنگل پشتی بایرن می‌نامند. در زبان آلمانی نیز بخش بوهمی را جنگل بوهم و بخش بایرنی را جنگل بایرن می‌خوانند.

## جغرافیا و اقلیم

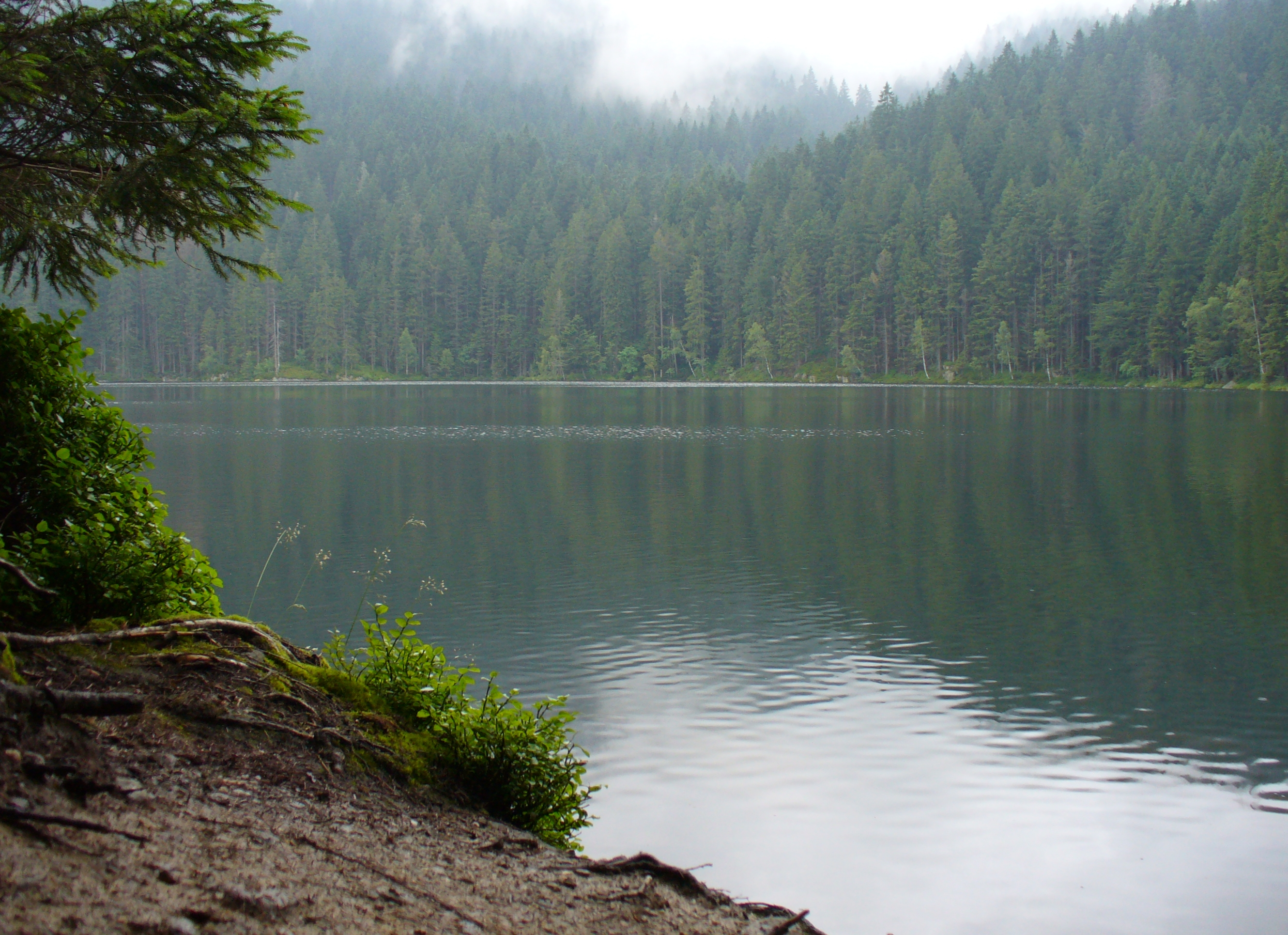
دریاچهٔ شیطان

جنگل بوهم از کوه‌هایی با ارتفاع متوسط ۸۰۰ تا ۱۴۰۰ متر با درختان انبوه تشکیل شده‌است. بلندترین قلهٔ آن گروسر آربر به ارتفاع ۱۴۵۶ متر است که در سمت بایرن قرار دارد. بلندترین قلهٔ سمت بوهم و اتریش، پلخی (به ارتفاع ۱۳۷۸ متر) است. شرقی‌ترین قله نیز اشترنشتاین (به ارتفاع ۱۱۲۵ متر) است. این رشته‌کوه یکی از کهن‌ترین کوه‌های اروپاست و قله‌های آن فرسایش یافته و گرد شده‌اند. بخش‌های صخره‌ای معدودی نیز دیده می‌شود. فلات‌های زیادی در ارتفاع ۱۰۰۰ تا ۱۲۰۰ متر با اقلیم نسبتاً خشن و خاک باتلاقی در شوماوا وجود دارد.

## آب

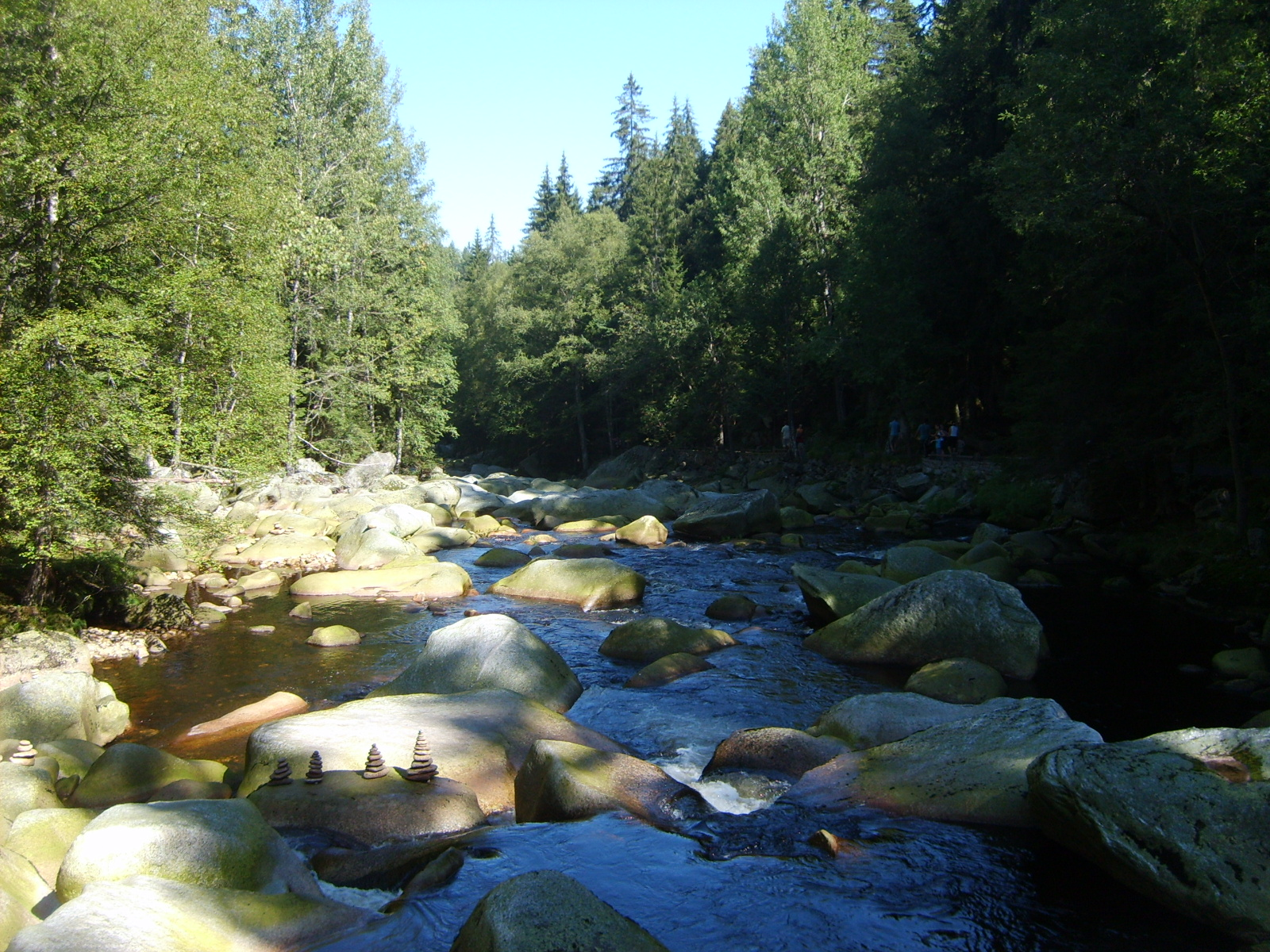
رود ویدرا

جنگل بوهم خط‌الرأس میان حوضه‌های آبریز دریای سیاه و دریای شمال است. رواناب جاری شده در کوه توسط رودهای ولتاوا، اوتاوا و اولاوا جمع‌آوری می‌شود. شوماوا به دلیل بارش زیاد (عمدتاً برف)، باتلاق‌ها و سد لیپنو یکی از مخازن مهم اروپای مرکزی است. چند دریاچه که از یخچال‌های طبیعی سرچشمه می‌گیرند، از ارزش زیبایی‌شناسی برخوردار هستند.

## طبیعت

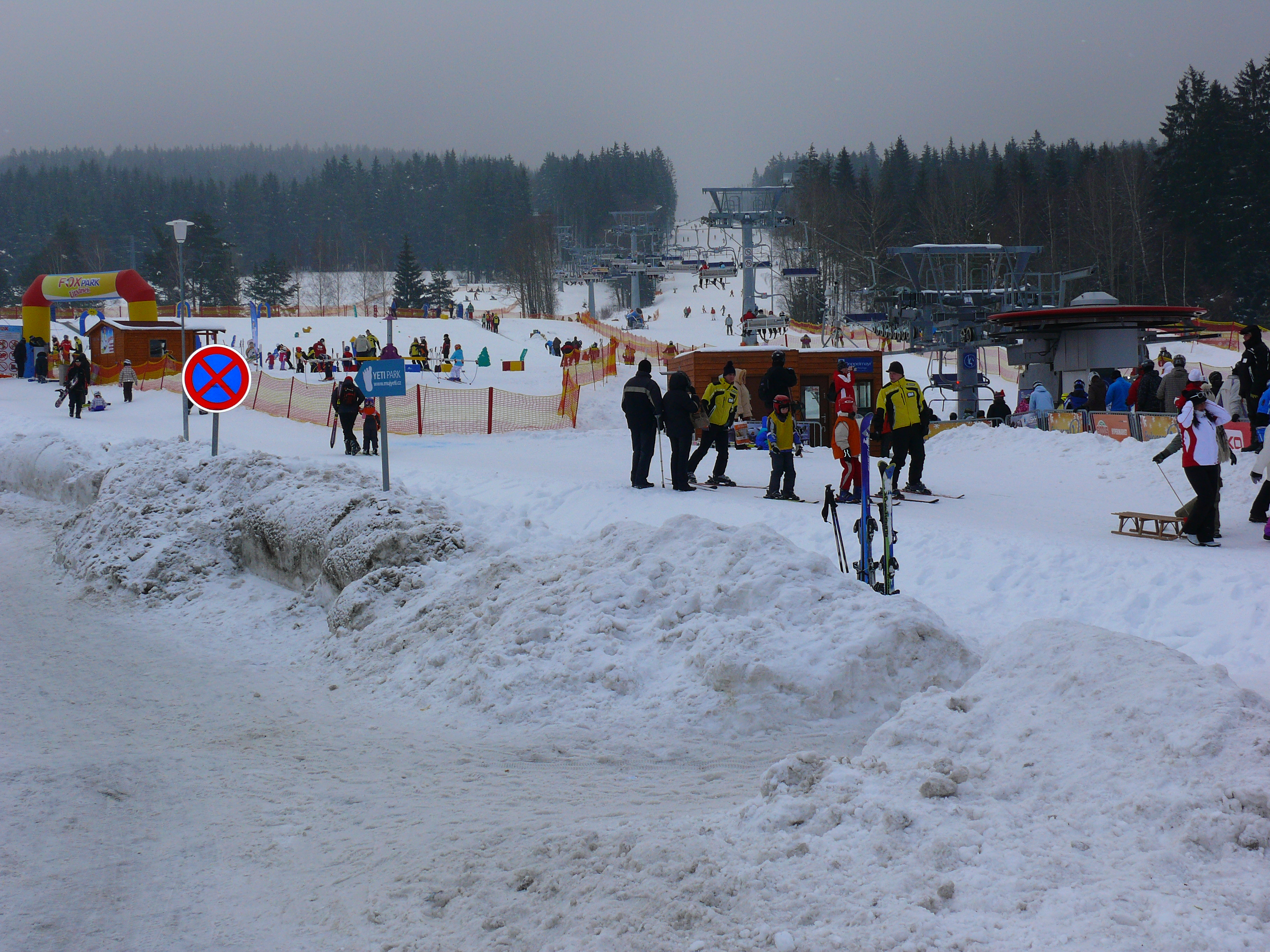
پیست اسکی چک در شوماوا

جنگل بوهم ناحیه‌ای مرزی است که تاریخچه‌ای پیچیده دارد. در سدهٔ بیستم این ناحیه بخشی از پرده آهنین بود و سطح بزرگی از آن خالی از سکنه بود. حتی پیش از آن نیز زندگی در این ناحیه رونقی نداشت و سده‌های زیادی جنگل‌ها بر منازل و جاده‌ها غلبه داشتند. این شرایط منحصر به فرد منجر به حفظ طبیعت دست نخوردهٔ منطقه شد و اکوسیستم جنگل تأثیر چندانی از فعالیت‌های انسانی نپذیرفت. از سوی دیگر بسیاری از زیستگاههای وابسته به فعالیت‌های کشاورزی در حال تبدیل به جنگل هستند.
در جمهوری چک، ارزشمندترین بخش‌ها مناطق محافظت شدهٔ پارک ملی شوماوا و ذخیره‌گاه زیست‌کرهٔ یونسکو هستند. بخشی از قسمت آلمانی نیز تحت عنوان پارک ملی جنگل بایرن حفاظت می‌شود. جنگل بوهم مکان عالی برای پیاده‌گردی و مقصد بسیاری از سفرهای زمان تعطیلات است. بسیاری از مناظر طبیعی و فرهنگی با ساخت مسیرهای پیاده‌روی و دوچرخه‌سواری به یکدیگر متصل شده‌اند. بسیاری اعتقاد دارند افزایش سریع تجمعات و خدمات گردشگری منجر به نابودی آرامش قبلی شوماوا می‌شود. سوسک‌های پوسته‌نشین نیز مشکلاتی برای پارک ملی شوماوا ایجاد کرده‌اند و بحث‌های داغی دربارهٔ نحوهٔ برخورد با این مشکلات وجود دارد.